# Козловский сельсовет (Татарский район)
Козловский сельсовет — сельское поселение в Татарском районе Новосибирской области Российской Федерации.
Административный центр — село Козловка.

## История
Статус и границы сельского поселения установлены Законом Новосибирской области от 2 июня 2004 года № 200-ОЗ «О статусе и границах муниципальных образований Новосибирской области»

## Население
| 2002 | 2010 | 2012 | 2013 | 2014 | 2015 | 2016 |
| ---- | ---- | ---- | ---- | ---- | ---- | ---- |
| 684  | ↘644 | ↘633 | ↘623 | ↗630 | ↘624 | ↘618 |
| 2017 | 2018 | 2019 | 2020 | 2021 |      |      |
| ↘611 | ↘605 | ↘599 | ↗605 | ↗610 |      |      |

## Состав сельского поселения
| № | Населённый пункт | Тип населённого пункта       | Население |
| - | ---------------- | ---------------------------- | --------- |
| 1 | Козловка         | село, административный центр | ↘386      |
| 2 | Малый Ермак      | деревня                      | ↘121      |
| 3 | Розенталь        | деревня                      | ↘137      |